# Juha Widing
Juha Markku Widing (né le 4 juillet 1947 à Oulu, en Finlande — mort le 30 décembre 1984 à Kelowna, dans la province de la Colombie-Britannique au Canada) est un joueur professionnel de hockey sur glace qui évoluait à la position de centre.

## Carrière
Né en Finlande de parents finnois, Juha Widing immigre à son jeune âge au Canada ou il progresse avec les Wheat Kings de Brandon de la Ligue de hockey junior de la Saskatchewan. Les Wheat Kings étant alors propriété des Rangers de New York de la Ligue nationale de hockey, ceux-ci lui offrent la chance de rejoindre leur club affilié dans la Ligue centrale de hockey, les Knights d'Omaha, lorsqu'il atteint l'âge de vingt ans.
Dès sa première saison à Omaha, il s'impose en étant le joueur de son équipe qui inscrit le plus de buts avec 27, en plus de terminer à égalité au chapitre des passes décisives. La saison suivante, il domine au chapitre des points et obtient une nomination dans la deuxième équipe d'étoiles de la ligue.
Fier de ses accomplissements, les Rangers lui offrent à l'été 1969 de rejoindre le grand club et ainsi Widing devient alors un des premiers joueurs natif de Finlande à évoluer dans la LNH. Il ne disputera cependant que 44 rencontres avec New York avant de se voir être échangé aux Kings de Los Angeles.
Widing s'impose alors comme un des meilleurs marqueurs de son équipes et est, avec Butch Goring, une des principales bougies d'allumage des Kings avant la venue de Marcel Dionne. Il reste au sein de l'organisation des Kings jusqu'en 1977 avant d'être échangé aux Barons de Cleveland.
Il signe pour la saison suivante avec les Oilers d'Edmonton de l'Association mondiale de hockey avec qui il ne joue qu'un an avant d'annoncer son retrait de la compétition à l'été 1978. Il meurt dans sa résidence de Kelowna le 30 décembre 1984 d'un Infarctus à l'âge de 37 ans.
Au niveau international, il représente la Suède lors de la Coupe Canada de 1976.

## Statistiques

### Statistiques en club
| Saison     | Équipe                 | Ligue      |     | Saison régulière | Saison régulière | Saison régulière | Saison régulière | Saison régulière |   | Séries éliminatoires | Séries éliminatoires | Séries éliminatoires | Séries éliminatoires | Séries éliminatoires |
| Saison     | Équipe                 | Ligue      | PJ  | B                | A                | Pts              | Pun              | PJ               | B | A                    | Pts                  | Pun                  |                      |                      |
| 1963-1964  | Goteborgs AIS          | Suède-2    | 18  | 12               | --               | --               | --               |                  |   |                      |                      |                      |                      |                      |
| 1964-1965  | Wheat Kings de Brandon | LHJS       | 45  | 23               | 15               | 38               | 26               | 9                | 3 | 5                    | 8                    | 6                    |                      |                      |
| 1965-1966  | Wheat Kings de Brandon | LHJS       | 50  | 62               | 52               | 114              | 29               | 11               | 8 | 14                   | 22                   | 4                    |                      |                      |
| 1966-1967  | Wheat Kings de Brandon | LHJMC      | 43  | 70               | 74               | 144              | 64               | 9                | 5 | 10                   | 15                   | 6                    |                      |                      |
| 1966-1967  | Marrs de Port Arthur   | Memorial   |     |                  |                  |                  |                  | 5                | 2 | 2                    | 4                    | 4                    |                      |                      |
| 1967-1968  | Knights d'Omaha        | CPHL       | 62  | 27               | 33               | 60               | 19               |                  |   |                      |                      |                      |                      |                      |
| 1968-1969  | Knights d'Omaha        | LCH        | 72  | 41               | 39               | 80               | 58               | 7                | 2 | 4                    | 6                    | 0                    |                      |                      |
| 1969-1970  | Rangers de New York    | LNH        | 44  | 7                | 7                | 14               | 10               |                  |   |                      |                      |                      |                      |                      |
| 1969-1970  | Kings de Los Angeles   | LNH        | 4   | 0                | 2                | 2                | 2                |                  |   |                      |                      |                      |                      |                      |
| 1970-1971  | Kings de Los Angeles   | LNH        | 78  | 25               | 40               | 65               | 24               |                  |   |                      |                      |                      |                      |                      |
| 1971-1972  | Kings de Los Angeles   | LNH        | 78  | 27               | 28               | 55               | 26               |                  |   |                      |                      |                      |                      |                      |
| 1972-1973  | Kings de Los Angeles   | LNH        | 77  | 16               | 54               | 70               | 30               |                  |   |                      |                      |                      |                      |                      |
| 1973-1974  | Kings de Los Angeles   | LNH        | 71  | 27               | 30               | 57               | 26               | 5                | 1 | 0                    | 1                    | 2                    |                      |                      |
| 1974-1975  | Kings de Los Angeles   | LNH        | 80  | 26               | 34               | 60               | 46               | 3                | 0 | 2                    | 2                    | 0                    |                      |                      |
| 1975-1976  | Kings de Los Angeles   | LNH        | 67  | 7                | 15               | 22               | 26               |                  |   |                      |                      |                      |                      |                      |
| 1976-1977  | Kings de Los Angeles   | LNH        | 47  | 3                | 8                | 11               | 8                |                  |   |                      |                      |                      |                      |                      |
| 1976-1977  | Barons de Cleveland    | LNH        | 29  | 6                | 8                | 14               | 10               |                  |   |                      |                      |                      |                      |                      |
| 1977-1978  | Oilers d'Edmonton      | AMH        | 71  | 18               | 24               | 42               | 8                | 5                | 0 | 1                    | 1                    | 0                    |                      |                      |
| Totaux AMH | Totaux AMH             | Totaux AMH | 71  | 18               | 24               | 42               | 8                | 5                | 0 | 1                    | 1                    | 0                    |                      |                      |
| Totaux LNH | Totaux LNH             | Totaux LNH | 575 | 144              | 226              | 370              | 208              | 8                | 1 | 2                    | 3                    | 2                    |                      |                      |

### Statistiques en équipe nationale
| Année | Équipe | Compétition  |   | PJ | B | A | Pts | Pun      |  | Résultats |
| 1976  | Suède  | Coupe Canada | 5 | 1  | 1 | 2 | 0   | 4e place |  |           |

## Honneurs et trophées
- Nommé dans la deuxième équipe d'étoiles de la Ligue centrale de hockeyen 1969.

## Transactions en carrière
- mars 1967 : prêté par les Wheat Kings de Brandon aux Marrs de Port Arthur pour le tournoi de la Coupe Memorial.
- 28 février 1970 : échangé par les Rangers de New York avec Réal Lemieux aux Kings de Los Angeles en retour de Ted Irvine.
- 12 février 1972 : réclamé par Ottawa lors du repêchage générale de l'Association mondiale de hockey.
- 22 janvier 1977 : échangé par les Kings avec Gary Edwards aux Barons de Cleveland en retour de Jim Moxey et de Gary Simmons.
- juin 1977 : signe à titre d'agent libre avec les Oilers d'Edmonton de l'AMH.
- juin 1978 : échangé par Edmonton aux Racers d'Indianapolis en retour de Bill Goldsworthy.